# Lacul Ana
Lacul Ana este un lac glaciar situat în Parcul Național Retezat din Munții Retezat (Carpații Meridionali, România), la o altitudine de 1990 m. Cu o lungime de 260, și o lățime de 180 m, are o suprafață de peste trei hectare și o adâncime maximă de 11,50 m.
Este alimentat din pârâul plin de cascade ce vine din Lacul Viorica. Lacul Ana este cel mai mare din șirul lacurilor și este populat de păstrăvi. Apele lui se revarsă în Lacul Lia.